# 魏鴻儀
魏鴻儀（?—?），甘肅省鞏昌府伏羌縣人，清朝政治人物、進士出身。
光緒二十四年（1898年），参加光緒戊戌科殿試，登進士二甲67名。同年五月，改翰林院庶吉士。光緒二十九年四月，散館，著以知县即用。